# Berend Georg Escher

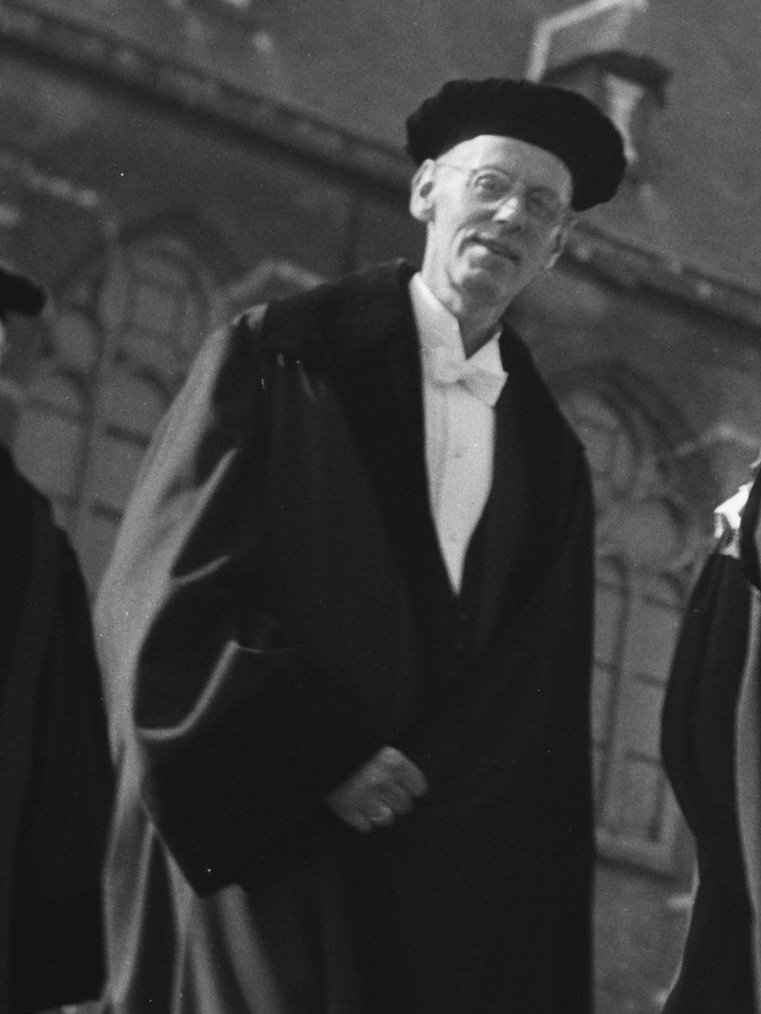
Escher (1945)

Berend George Escher (* 4. April 1885 in Gorinchem; † 12. Oktober 1967 in Arnhem) war ein niederländischer Geologe und Mineraloge. 

## Leben
Geboren wurde Berend Georg als Sohn des niederländischen Wasserbauingenieurs George Arnold Escher und dessen Frau Charlotte Marie de Hartitzsch. Escher hatte seine erste Ausbildung in Leeuwarden und dann in Aarau in der Schweiz erhalten. Danach studierte er an der Eidgenössischen Technischen Hochschule Zürich, wo Albert Heim sein prägender Lehrer wurde. Dort promovierte er 1911 mit der Arbeit Über die praestiarische Faltung in den Westalpen mit besonderer Untersuchung des Carbons an der Nordseite des Tödi (Bifertengrätli), mit einem Anhang über das Scheidnössli bei Erstfeld im Reusstal und das Carbon von Manno bei Lugano. Etwa ein Jahr lang war er Assistent von Eugène Dubois in Amsterdam, wo er auch als Privatdozent für die tektonische Geologie und Petrographie wirkte. 1912 folgte er einer Berufung als Konservator an die Technische Universität Delft, wo er am Institut für Mineralkunde als Privatdozent wirkte. Von 1913 bis 1916 war er in Heerlen tätig, von wo er drei Reisen nach Rumänien unternahm, um Ölfelder zu untersuchen. 
Im Juli 1916 fand er eine Dienststellung bei der Batavischen Petroleum Gesellschaft, für welche er in Niederländisch-Indien auf Java, Sumatra, Borneo und Ceram geologische Forschungen absolvierte. Am 25. Februar 1922 wurde er zum Professor der Geologie und Mineralogie an die Universität Leiden berufen. Seinen Lehrstuhl trat er am 11. Oktober 1922 mit einer Einführungsrede Oorzaak en verband der inwendige geologische krachten (frei übersetzt: Ursache und Zusammenhang der inneren geologischen Kräfte) an und wurde damit verbunden Direktor des Rijksmuseums für Geologie und Mineralogie in Leiden. Den Bestand des Museums modernisierte er und gab einige Publikationen heraus. Sein bedeutendstes Hauptwerk ist dabei sein 1916 erschienenes Buch De gedaanteveranderingen onzer aarde (frei übersetzt: Die Metamorphosen der Erde), welches elf Auflagen erlebte. In den Jahren 1934 und 1948 überarbeitete er die originale Fassung und brachte dieses Buch unter dem Titel Grondslagen der Algemene Geologie (frei übersetzt: Grundlagen der Allgemeinen Geologie) neu heraus. Es stellte ein Lehrbuch für den Nichtfachmann dar, welches einen grundsätzlichen Überblick zur Geologie gab. 
Zudem hatte er eine besondere Vorliebe für die Erforschung des Vulkanismus entwickelt. Während der Besatzungszeit des Zweiten Weltkrieges beteiligte er sich am niederländischen Widerstand, so dass er von den deutschen Besatzern 1942 in das Geisellager Sint-Michielsgestel abgeführt wurde. Aufgrund dessen legte er seinen Lehrstuhl nieder. Nach dem Krieg konnte er am 4. September 1945 wieder seine Lehrtätigkeit in Leiden aufnehmen und übernahm 1945/46 das Rektorat der Alma Mater. In dieser Funktion beteiligte er sich an der Reorganisation der Leidener Hochschule und verlieh Winston Churchill am 10. Mai 1950 in der Leidener Pieterkirche die Ehrendoktorwürde der Rechte. Am 13. Februar 1947 wurde sein Lehrauftrag erweitert als Professor der allgemeinen Geologie, Kristallographie und Mineralogie. Im selben Jahr erhielt er die Auszeichnung Ritter des Ordens des niederländischen Löwens. Ab dem 19. Dezember 1949 beschränkte er sich nur noch auf die allgemeine Geologie und wurde am 20. August 1955 emeritiert. Seine letzten Lebensjahre verbrachte er im Arnheimer Vorort Oosterbeek, wo er schließlich verstarb. Seine Beisetzung fand in aller Stille am 16. Oktober statt. 
Aus seiner am 20. April 1911 in Aarau geschlossenen Ehe mit Emma Brosy (27. Januar 1888 in Bern-1976) gingen die Söhne Rudolf Georg Escher (8. Januar 1912 Amsterdam-17. März 1980 in De Koog) sowie Edmond George Escher (* 1916 in Den Haag) und die zwei Töchter hervor.

## Werke
- Ueber die praetrissische Faltung in den Westalpen, mit besonderer Untersuchung des Carbons an der Nordseite des Toedi. 1911
- Über die Entstehung des Reliefs auf den sogenannten "Rillensteinen". 1913
- Vorläufige Mitteilung über die Geologie und Petrographie der San Salvatore-Halbinsel bei Lugano. 1913
- Geologie en tunnelbouw. 1914
- De Krakatau groep als vulkaan. 1919
- Veranderingen in de Krakataugroep na 1908 en wijzigingen in de opvating van eenige geologische details. 1908
- L'eruption du Gounoung Galounggoung en Juillet 1918. 1920
- De kloet van een geomorfologisch standpunt beschouwd. 1919
- Excursie-gids voor Krakatau. 1919
- Atollen in den Nederlandsch-Oost-Indischen archipel. De riffen in de groep der Toekang Besi-eilanden. 1920
- De methodes der grafische voorstelling. 1924
- L'eboulement prehistorique de Tasikmalaja et le volcan Galouggoung (Java). 1925
- De ontwikkeling van de aardkorst. 1926
- Vesuvius, the Tengger Mountains and the Problem of Calderas. 1927
- Krakatau in 1883 en in 1928. 1928
- Geologische Nomenklatur. 1929
- On the Formation of Caldera's. 1929
- Gloedwolken en Lahar's, vulkanische katastrophes in Nederlandsch-Indre. 1931
- Over het Vulkanisme van Java in verband met de uitbarsting van den Merapi. 1931
- On the Relation Between the Volcanic Activity in the Netherlands East Indies and the Belt of Negative Gravity Anomalies Discovered by Vening Meinesz. 1933
- On a Classification of Central Eruptions According to Gas Pressure of the Magma and Viscosity of the Lava [and] On the Character of the Merapi Eruption in Central Java. 1933
- Algemene Mineralogie en Kristallographie. 1935, 1950
- De methodes der grafische voorstelling. 1927, 1934
- De asymmetrische gedaante der aarde en haar oorzaak. 1946
- Lascaux als aanrakingspunt van geologie, praehistoire en kunst. 1952
- Over de mogelijkheid van dienstbaarmaking van vulkaangassen. o. J.